# Polyrhachis semiobscura
Polyrhachis semiobscura är en myrart som beskrevs av Horace Donisthorpe 1944. Polyrhachis semiobscura ingår i släktet Polyrhachis och familjen myror. Inga underarter finns listade i Catalogue of Life.